# Actinodaphne glaucina
Actinodaphne glaucina C.K.Allen – gatunek rośliny z rodziny wawrzynowatych (Lauraceae Juss.). Występuje naturalnie w południowych Chinach – w prowincji Hajnan. 

## Morfologia
PokrójZimozielone drzewo dorastające do 10 m wysokości. Młode pędy są owłosione.
LiściePrawie okółkowe, zebrane po 5–9 przy końcu gałęzi. Mają lancetowaty kształt. Mierzą 13–28 cm długości oraz 3–4 cm szerokości. Są mniej lub bardziej owłosione od spodu. Nasada liścia jest ostrokątna. Blaszka liściowa jest o spiczastym wierzchołku. Ogonek liściowy jest omszony i dorasta do 12–20 mm długości.
KwiatySą niepozorne, rozdzielnopłciowe, zebrane w baldachy, rozwijają się w kątach pędów.
OwoceMają kulisty kształt, osiągają 7–10 mm średnicy, mają czarną barwę.

## Biologia i ekologia
Rośnie w lasach mieszanych. Owoce dojrzewają w październiku.